# Melisodera
Melisodera is een geslacht van kevers uit de familie van de loopkevers (Carabidae). De wetenschappelijke naam van het geslacht is voor het eerst geldig gepubliceerd in 1835 door Westwood.

## Soorten
Het geslacht Melisodera is monotypisch en omvat slechts de volgende soort:
- Melisodera picipennis Westwood, 1835